# Светлић
Светлић је насеље у Србији у општини Топола у Шумадијском округу. Према попису из 2022. има 256 становника (према попису из 2011. било је 334 становника).

## Демографија
У насељу Светлић живи 342 пунолетна становника, а просечна старост становништва износи 44,7 година (44,1 код мушкараца и 45,2 код жена). У насељу има 110 домаћинстава, а просечан број чланова по домаћинству је 3,79.
Ово насеље је великим делом насељено Србима (према попису из 2002. године), а у последња три пописа, примећен је пад у броју становника.

## Легенда о настанку насеља
Прича каже, да су била три брата из Босне која су кренула да се населе у Србији. Сваки од њих имао је једног бика и то им је био сав иметак, који им је остао од оца. Они су се договорили да где коме рикне бик ту ће се и населити.
Путујући тако по Србији једном се бик огласи на пустари измђу села Трнаве и Чумића, па се он одмах ту и настанио, на месту где се данас налази Светлић. Он се звао Вука, па је стога у том месту било много породица са презименом Вукић и Вукићевић.
Друга два брата продужила су даље, те се један населио око Крушевца, а други око Пожаревца.
|  |

| Демографија | Демографија | Демографија |
| Година      | Становника  | Становника  |
| ----------- | ----------- | ----------- |
| 1948.       | 629         |             |
| 1953.       | 621         |             |
| 1961.       | 607         |             |
| 1971.       | 549         |             |
| 1981.       | 492         |             |
| 1991.       | 420         | 413         |
| 2002.       | 417         | 438         |
| 2011.       | 334         |             |
| 2022.       | 256         |             |

| Етнички састав према попису из 2002.‍ | Етнички састав према попису из 2002.‍ | Етнички састав према попису из 2002.‍ | Етнички састав према попису из 2002.‍ | Етнички састав према попису из 2002.‍ |
| ------------------------------------ | ------------------------------------ | ------------------------------------ | ------------------------------------ | ------------------------------------ |
|                                      |                                      |                                      |                                      |                                      |
| Срби                                 | Срби                                 |                                      | 378                                  | 90,64%                               |
| Македонци                            | Македонци                            |                                      | 1                                    | 0,23%                                |
| непознато                            | непознато                            |                                      | 38                                   | 9,11%                                |

| Година пописа     | 1948. | 1953. | 1961. | 1971. | 1981. | 1991. | 2002. |
| ----------------- | ----- | ----- | ----- | ----- | ----- | ----- | ----- |
| Број домаћинстава | 128   | 127   | 139   | 128   | 118   | 112   | 110   |

| Број чланова      | 1  | 2  | 3  | 4  | 5 | 6  | 7 | 8 | 9 | 10 и више | Просек |
| ----------------- | -- | -- | -- | -- | - | -- | - | - | - | --------- | ------ |
| Број домаћинстава | 24 | 20 | 12 | 11 | 9 | 21 | 4 | 8 | 0 | 1         | 3,79   |

| Пол    | Укупно | Неожењен/Неудата | Ожењен/Удата | Удовац/Удовица | Разведен/Разведена | Непознато |
| ------ | ------ | ---------------- | ------------ | -------------- | ------------------ | --------- |
| Мушки  | 173    | 31               | 120          | 13             | 5                  | 4         |
| Женски | 179    | 20               | 115          | 32             | 2                  | 10        |
| УКУПНО | 352    | 51               | 235          | 45             | 7                  | 14        |

| Пол    | Укупно                    | Пољопривреда, лов и шумарство | Рибарство                            | Вађење руде и камена | Прерађивачка индустрија       |
| ------ | ------------------------- | ----------------------------- | ------------------------------------ | -------------------- | ----------------------------- |
| Мушки  | 98                        | 89                            | 0                                    | 0                    | 0                             |
| Женски | 65                        | 61                            | 0                                    | 0                    | 0                             |
| УКУПНО | 163                       | 150                           | 0                                    | 0                    | 0                             |
| Пол    | Производња и снабдевање   | Грађевинарство                | Трговина                             | Хотели и ресторани   | Саобраћај, складиштење и везе |
| Мушки  | 1                         | 0                             | 3                                    | 0                    | 0                             |
| Женски | 0                         | 0                             | 1                                    | 0                    | 0                             |
| УКУПНО | 1                         | 0                             | 4                                    | 0                    | 0                             |
| Пол    | Финансијско посредовање   | Некретнине                    | Државна управа и одбрана             | Образовање           | Здравствени и социјални рад   |
| Мушки  | 0                         | 0                             | 0                                    | 0                    | 0                             |
| Женски | 0                         | 0                             | 0                                    | 1                    | 0                             |
| УКУПНО | 0                         | 0                             | 0                                    | 1                    | 0                             |
| Пол    | Остале услужне активности | Приватна домаћинства          | Екстериторијалне организације и тела | Непознато            | Непознато                     |
| Мушки  | 0                         | 0                             | 0                                    | 5                    | 5                             |
| Женски | 0                         | 0                             | 0                                    | 2                    | 2                             |
| УКУПНО | 0                         | 0                             | 0                                    | 7                    | 7                             |